# Стейдн Стейнарр
Стейдн Стейнарр (ісл. Steinn Steinarr; 13 жовтня 1908, Лейгаланд — 25 травня 1958, Рейк'явік) — ісландський поет. Був одним із найвпливовіших ісландських поетів XX століття та провідним поетом-модерністом Ісландії.

## Біографія
Стейдн Стейнарр народився у Лейгаланді на півострові Вестфірдір 13 жовтня 1908 року. Його батьками були Етельрідюр Паульсдоуттір (ісл. Etelríður Pálsdóttir) зі Снайф'ядластрандіра та Крістмюндюр Гвюдмюндссон (ісл. Kristmundur Guðmundsson) з Сейрбайра у Даласіслі, у них крім Стейдна було ще четверо дітей. При народженні Стейдна охрестили Адальстейдном, у дитинстві його звали Аллі.
Його батьки, які працювали наймитами у багатих землевласників, були настільки бідні, що у 1910 році місцева сільська громада вирішила розділити сім'ю. Трьох старших дітей відправили на усиновлення, а решту сім'ї відіслали на роботу на ферму у Даласіслі, на батьківщину Крістмюндюра, батька Стейдна. Батьки батрачили на чужій фермі, а Стейдн постійно сидів сам удома, у сирій критій торфом напівземлянці. Через три роки літня гувернантка Крістін Тоумасдоуттір (ісл. Kristín Tómasdóttir) випадково побачивши хлопчика, була вражена таким убогим існуванням, забрала його від батьків і всиновила. Таким чином Стейдн став жити у Міклагардюр у Крістін, яку надалі називав своєю матір'ю.Недалеко від Міклагардюра жив відомий ісландський поет Стефаун з Гвітадалюру (ісл. Stefán frá Hvítadal, уроджений Стефаун Сігюрдссон), який часто навідувався в гості до сусідів та юного Стейдна було цікаво спілкуватися з такою людиною. Згодом, в інтерв'ю опублікованому в Nýja Helgafell у 1958 році, Стейдн розповів, що коли він востаннє зустрічався зі Стефауном з Гвітадалюра незадовго до його смерті у березні 1933 року, то Стефаун, прочитавши три опубліковані нещодавно вірші Стейдна в журналі сказав:

Я завжди знав, що в тобі щось є, щоб, чорт забирай, люди не говорили. Але цих проклятих дурнів було безліч!
Оригінальний текст (ісл.)
Ég vissi það alltaf, að það býr eitthvað í þér, hvað sem helvítis karlarnir segja. En mikill bölvaður bjáni gastu verið að hafa þau svona mörg!

У місцевій парафіяльній школі, куди прийомна мати відправила Стейдна, учителем працював ісландський поет Йоуганнес-ур-Кетлюм (ісл. Jóhannes úr Kötlum) — Йоуганнес із Катлар; уроджений Йоуганнес (Б'ядні Йоунассон). Пізніше Стейдн розповідає про їхнє знайомство:

Коли я був дитиною, він намагався мене виховувати. Виховання йшло не дуже добре і нам обом це було важко.
Я зовсім не був схильний до поезії, але одного разу, коли я готувався до конфірмації, Йоуганнес наказав мені скласти вірш (я думаю, як покарання за якусь випадкову бійку). Тоді я сів і написав свій перший вірш. Він називався «Засуджені» і був про розваги у пеклі. Йоуганнес згодом ніколи не згадував про цей вірш.Оригінальний текст (ісл.)
Þegar ég var barn að aldri, var hann til þess fenginn að troða inn í mig einhvers konar undirstöðuatriðum menntunarinnar. Þetta gekk ekki mjög vel og varð okkur báðum til sárra leiðinda.
Ég hafði enga náttúru til kveðskapar, en einu sinni þegar ég var innan við fermingu skipaði Jóhannes mér að yrkja kvæði (ég held helzt í hegningarskyni fyrir einhver ótímabær slagsmál). Þá settist ég niður og orti mitt fyrsta ljóð. Það hét „Hinir fordæmdu“ og fjallaði um skemmtanalífið í Helvíti. Aldrei hefur Jóhannes minnzt á það kvæði, hvorki fyrr né síðar.

Під керівництвом Йоуганнеса якось Стейдн написав есе про осінь, яка починалася фразою :

Осінь змусила збліднути царство Природи, луки стали блідо-рожевими, як обличчя присмертного…
Оригінальний текст (ісл.)
Haustið var búið að setja sinn föla svip í Náttúrunnar ríki, túnin orðin fölbleik eins og ásjóna deyjandi manns…

Але захоплення поезією було недозволеною розкішшю для бідного сільського хлопчика, який хоч і любив розмірковувати та читати, але постійно виконував фізичну роботу на фермі, яку він щиро ненавидів. Тому, щойно Стейдну підвернулась можливість, він поїхав на південь Ісландії навесні 1926 року, сповнений рішучості досягти успіху та ніколи більше не повертатися до рабської праці на фермі. Попри відразу до фізичної праці, щоб вижити, йому все ж таки довелося постійно важко працювати. Певний час він був робітником у громаді Гельгафедльсвейт, потім працював 2-3 роки різноробом і моряком у Гріндавіку. Якийсь час він був нічним сторожем на маяку Рейк'янесвіті, а у 1930 році приїхав до Рейк'явіка та працював на фермах і будівлях у передмісті столиці — в Габнарфьордюрі, Мосфедльсбайєрі та Корпюстадір. Потім він влаштувався робітником на будівництво електростанції в Едлідааурдалюр, але підхопив поліомієліт, після якого у нього паралізувало ліву руку та частково ліву сторону тіла. Дізнавшись про біду земляка, до нього на допомогу прийшов Стефаун з Гвітадалюр, який позичив йому гроші та відвів до свого друга Ерлендюру, який володів Унюгус (ісл. Unuhús, букв. — «Дім Уни», будинок був названий на честь Уни Гісладоуттір, матері Ерлендюра, яка жила там з 1855 до 1924 рік), відомий на початку XX століття як місце тяжіння (а, найчастіше, і місце проживання) ісландських авангардних художників і мислителів. Гостями та постояльцями були, наприклад, поет Стефаун-фра-Гвітадаль, письменники Галдоур Лакснесс і Торберґур Тордарсон, художники Ніна Трюггвадоуттір і Луїза Маттіасдоуттір. Саме там нове покоління ісландських письменників, поетів і художників лівого спрямування зустрічалися й обговорювали долі своєї нації та світу.
Разом з деякими зі своїх друзів з Унюгус Стейдн у 1930 році вступив до новоствореної Комуністичної партії Ісландії та включився в робітничу боротьбу. Влітку 1933 року з групою товаришів зрубав флагшток біля будинку німецького консула у Сиглюфердюре, потім зняв, розтоптав і порізав нацистський прапор. Консул подав скаргу та дійшло до Верховного суду Ісландії, який засудив Стейдна до двох, а його товаришів до трьох місяців ув'язнення. Партійні товариші сприйняли його вчинок неоднозначно та замість підтримки під час підпартійного чищення виключили його з Компартії, чого він їм ніколи пробачив.
У 1934 році вийшла перша книга Стейдна «Червоне полум'я горіло» (ісл. Rauður loginn brann), яка отримала захоплений прийом у робітничого класу Ісландії та гостру критику від буржуазії. Коли через три роки вийшла його друга книга «Вірші» (ісл. Ljóð), його колишні товариші з Компартії відразу відзначили, що «у його віршах червоне полум'я революції поступилося місцем білому диму невпевненості в собі». Невдовзі після цього Стейдн зустрів привабливу молоду дівчину з буржуазної родини, Аустгільдюр Беднсдоуттір (ісл. Ásthildur Björnsdóttir), яка була великою шанувальницею його творчості. Однак, як тільки вони почали зустрічатися, сім'я змусила її припинити ці небажані стосунки.
У 1939 році Стейдн познайомився з молодими художницями Ніною Трюггвадоуттір і Луїзою Маттіасдоуттір. Позуючи для їхніх робіт, між Стейдном і Луїзою з'явився зв'язок, який почав поступово змінювати його життя і характер творчості. Чимало з віршів Стейдна стали натхненні зростальною любов'ю і поклонінням перед нею. У 1940 році, коли почалася окупація Ісландії союзниками, вийшла третя книга віршів Стейдна «Сліди на піску» (ісл. Fótspor í sandi), яку добре прийняло ісландське суспільство та Стейдн вперше заробив на своїх віршах. Після того, як у грудні 1942 року вийшла четверта, найуспішніша, книга віршів Стейдна «Подорож без пункту призначення» (ісл. Ferð án fyrirheits), Луїза поїхала до Нью-Йорка, щоб продовжити навчання.
У 1943 році вийшла книга сатиричних віршів Стейдна про Гітлера та нацистів «Олов'яні солдатики» (ісл. Tindátarnir), чудово ілюстрована Ніною Трюггвадоуттір. У 1948 році Стейдн одружився зі своєю колишньою дівчиною Аустгільдюр Беднсдоуттір і цього ж року опублікував свою найвідомішу книгу «Час і вода» (ісл. Tíminn og vatnið), яка забезпечила йому на той час репутацію найвідомішого поета Ісландії.
Стейдн Стейнарр помер 25 травня 1958 року у віці 49 років. Його дружина Аустгільдюр, пережила його на 40 років, померши 18 липня 1998 року у 81 рік.

## Творчість
Стейдн Стейнарр є першим великим ісландським поетом-модерністом, але водночас він також добре володів і традиційною ісландською поетикою. Вірші Стейдна на подив добре пережили свою епоху і сьогодні багато у чому більш актуальні, ніж у час написання. Одна з причин — улюблена тема Стейдна — боротьба вічного одинака проти тиранії корумпованої влади, яка вкорінилася, зараз звучить так само актуально, як і у 1930 — 40-х роках. Інша причина може полягати у тому, що твори Стейдна є продуктом однієї з великих літературних традицій світу — поезії середньовічних ісландських скальдів, яка славиться своїм складним і загадковим стилем, хоча Стейдн у своїй творчості відійшов від ісландських поетичних традицій строгого розміру та алітерації.
Усього за життя Стейдна вийшло друком шість книг його віршів:
- «Червоне полум'я горіло» (ісл. Rauður loginn brann; 1934)
- «Вірші» (ісл. Ljóð; 1937)
- «Сліди на піску» (ісл. Fótspor í sandi; 1940)
- «Подорож без пункту призначення» (ісл. Ferð án fyrirheits; 1942)
- «Олов'яні солдатики» (ісл. Tindátarnir; 1943)
- «Час і вода» (ісл. Tíminn og vatnið; 1948)

У 2000 році вийшла книга віршів для дітей «Гадла» (ісл. Halla), яка стала сьомою й останньою опублікованою книгою Стейдна Стейнарра. Книга про маленьку сільську дівчину Гадле, ілюстрована відомою ісландською художницею Луїзою Маттіасдоуттір (ісл. Louisa Matthíasdóttir), була написана Стейдном у 1940 році, коли вони з Луїзою жили разом у Рейк'явіку. Згодом книга була втрачена та знайшлася серед паперів Луїзи лише після її смерті у 2000 році у Нью-Йорку.
У 1967 році ісландська звукозаписна студія «SG-hljómplötur» випустила платівку, на якій Стейдн Стейнарр читає свій вірш «Tíminn og vatnið» (укр. Час і вода), який вважається критиками знаковим твором ісландської поезії.